# Хамад ібн Іса аль-Халіфа (хакім)
Ця стаття про колишнього правителя Бахрейну. Про нинішнього короля — див. Хамад ібн Іса аль-Халіфа
Хамад ібн Іса аль-Халіфа (араб. حمد بن عيسى آل خليفة; бл. 1872 — 20 лютого 1942, Румайтія, мухафаза Хаваллі, Кувейт) — 9-й правитель (хакім) Бахрейну (з 9 грудня 1932 року до смерті). З династії аль-Халіфа.

## Біографія
Другий син 8-го хакіма Бахрейну шейха Іси ібн Алі (старший брат помер 1893 року). Отримав домашню освіту.
Очолював міське управління Манами у 1920–1929 роках. Проголошений спадковим принцом 26 травня 1923 року.
Спадкував батьку 9 грудня 1932 року. Офіційно вступив у посаду 9 лютого 1933 року.
Був нагороджений такими британськими нагородами:
- командор ордена Індійської імперії (3 червня 1921; внаслідок цього мав право на йменування «сер»),
- кавалер ордену Зірки Індії (1 січня 1935).

Започаткував орден аль-Халіфа трьох ступенів 7 лютого 1940 року.
Похований на цвинтарі ар-Ріфа.

## Родина
Був одружений чотири рази.
- Близько 1894 року одружився з родичкою, яка була на той час вдовою його старшого брата.
- Другою дружиною була його троюрідна сестра — дочка шейха Салмана ібн Дуайджа аль-Халіфи (онука хакіма Халіфи ібн Салмана).
- Третьою — ще одна троюрідна сестра — шейха Аїша бінт Рашид, онука хакіма Мухаммеда ібн Халіфи.
- 28 червня 1934 року побрався вчетверте — з онукою імама шейха Алі.

Мав не менше 10 синів:
1. хакім Салман ібн Хамад (від другого шлюбу)
2. шейх Алі (1898—?)
3. шейх Рашид (1902–1916)
4. шейх Мубарак (1910—?; від другого шлюбу)
5. шейх Абдалла (1911—?; від другого шлюбу)
6. шейх Дуайдж (1915—?; від другого шлюбу)
7. шейх Ахмед (1918—?; від другого шлюбу)
8. шейх Халіфа
9. шейх Ахмед (бл. 1920—?)
10. шейх Ібрагім